# Raposos
Raposos es un municipio brasileño del estado de Minas Gerais. Su población estimada en 2018 es de 16 277 habitantes, según el Instituto Brasileño de Geografía y Estadística (IBGE). Integra la región metropolitana de Belo Horizonte.

## Historia
El actual poblado surge de la mina del Espíritu Santo, fundada por un sacerdote y explotada por esclavos. Posteriormente pasó a propiedad de una empresa brasileña y más tarde a una compañía minera británica. Entre 1907 y los años 1930 también se instaló una fábrica de fósforos, que posteriormente se trasladó a Río de Janeiro.
El distrito de Raposos fue creado en 1724, y por ley estatal número 2 de 1891, fue subordinado al municipio de Sabará. En 1938 fue transferido al municipio de Nova Lima, obteniendo la autonomía municipal en 1948.

## Clima
Según la clasificación climática de Köppen, el municipio se encuentra en el clima tropical de altitud Cwa.